# Socijalni liberalizam
Socijalni liberalizam ili socijal-liberalizam politička je filozofija nastala s ciljem pomirenja socijaldemokratske i liberalne političke misli. U političkome spektru predstavlja politički centar, odnosno desni dio lijevoga centra.
To je iskustvo rođeno uglavnom kod intelektualaca socijalističke i socijaldemokratske orijentacije otvorenih za liberalizam, ali u ovoj političko-kulturnoj sklonosti pronašao se put čak i za liberalne intelektualace.[nedostaje izvor] Uočena je korelacija između visokog stupnja obrazovanosti i ideološke pripadnosti idejama socijalnog liberalizma.
Socijalni liberali ukazuju da društvo mora štititi slobode i jednake prilike za sve građane i ohrabruje međusobne suradnje između državnih i tržišnih institucija gospodarstva.
U procesu razvoja, slaže se da su neka ograničenja postavljena gospodarskim poslovima potrebna, kao što su antimonopolski zakoni u borbi protiv gospodarskog monopola, regulatorna tijela ili zakoni o minimalnim plaćama.
Socijalni liberali smatraju da vlade mogu (ili moraju) pružati udobnost, zdravstvenu zaštitu i obrazovanje iz prihoda koji potiču od poreza, kako bi se omogućila najbolja upotreba talenata stanovništva.
Socijalni liberalizam bori se protiv ekstremnih pojava kapitalizma. Zagovara je postupnu transformaciju „kapitalizma slobodne konkurencije”  u socijalni kapitalizam, društvo sa socijalnom ekonomijom temeljenom na privatnom vlasništvu i reguliranim tržišnim odnosima. Zauzima se isto tako za sekularizam i slobodu vjeroispovijedi.

## Socijalni liberalizam u Hrvatskoj
Političke stranke u Hrvatskoj koje u svome programu ističu socijalni liberalizam uključuju:
- Centar
- Građansko-liberalni savez (GLAS)
- Hrvatska narodna stranka (HNS)
- Hrvatska seljačka stranka (HSS)
- Hrvatska socijalno-liberalna stranka (HSLS)
- Istarski demokratski sabor (IDS)

Te aktivne izvanparlamentarne stranke:
- Demokrati
- Narodna stranka – Reformisti (NS-R)
- Primorsko-goranski savez (PGS)
- Republika

Također, 2000. godine Liberalna stranka postala je parlamentarna politička stranka u Vladi Ivice Račana. U to je vrijeme, uz HSLS, Liberalna stranka bila jedna od vodećih hrvatskih stranaka socijalno-liberalnog opredjeljenja.